# Xã Lavell, Quận St. Louis, Minnesota
Xã Lavell (tiếng Anh: Lavell Township) là một xã thuộc quận St. Louis, tiểu bang Minnesota, Hoa Kỳ. Năm 2010, dân số của xã này là 303 người.